# Exzeptionalismus (Geologie)

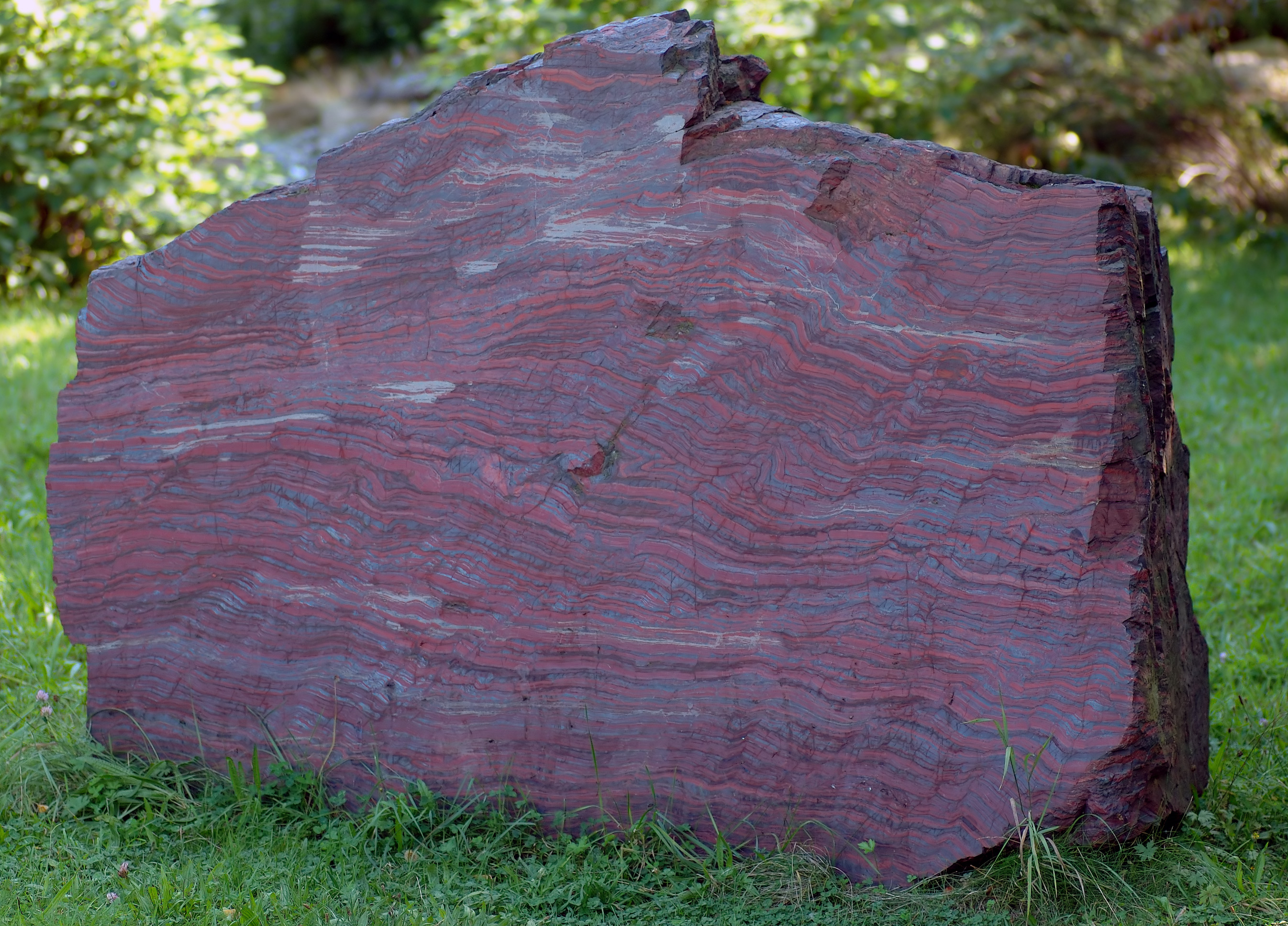
Bändereisenerze, 2,1 Milliarden Jahre alt

Exzeptionalismus, auch Anaktualismus, ist ein Deutungsprinzip oder Axiom für geologische Erscheinungen, die durch außergewöhnliche Umstände in der Erdgeschichte verursacht wurden und in der Gegenwart keine Entsprechung haben. Damit ist der Exzeptionalismus das Gegenprinzip zum Aktualismus.
Dem Prinzip des Aktualismus zufolge haben in der Vergangenheit dieselben geologischen Prozesse und naturgesetzlichen Bildungsprinzipien stattgefunden bzw. gewirkt, die auch heute noch an der Erdoberfläche und im Inneren der Erde zu beobachten sind. Demnach ist die Gegenwart der Schlüssel zum Verständnis der Vergangenheit. Charles Lyell (1797–1875) und Karl Ernst Adolf von Hoff (1771–1837) waren die bedeutendsten Vertreter dieses grundlegenden Prinzips.
Jedoch lassen sich nicht alle geologischen Prozesse der Vergangenheit durch Beobachtungen in der Gegenwart erklären. Ein Beispiel sind die aus archaischen Gesteinsserien bekannten Bändereisenerze (engl. Banded Iron Formation). Die namensgebende Wechsellagerung von Eisenoxiden und Hornstein konnten nur zu einer Zeit entstehen, in der andere Umweltbedingungen herrschten als heute. Die präkambrische Erdatmosphäre und damit auch das Meerwasser, in dem sich dieses Sedimentgestein ablagerte, enthielten kaum freien Sauerstoff. Dadurch konnten sich große Mengen von wasserlöslichem zweiwertigem Eisen (Fe2+) im Meer anreichern. Durch die neu entwickelte Photosynthesetätigkeit autotropher Organismen (engl. Great Oxygenation Event) wurden jedoch große Mengen Sauerstoff freigesetzt und das zweiwertige Eisen zu unlöslichem dreiwertigen Eisen (Fe3+) oxidiert. Das Eisenoxid fiel aus dem Wasser aus und bedeckte als Sediment den Boden. Anschließend verfestigte sich das Sediment im Prozess der Gesteinsbildung (Diagenese) und bildete die mächtigen Bändererzvorkommen. Heute enthält die Erdatmosphäre zu etwa 21 % freien Sauerstoff. Dadurch ist Wasser in der Regel sauerstoffgesättigt, sodass gelöstes zweiwertiges Eisen bei neutralem pH-Wert (pH 7) unmittelbar zu unlöslichen Eisenverbindungen oxidiert wird.